# 남부순환선
남부순환선(南部循環線)은 남부화물기지선 오봉역과 중앙선 도농역 간에 계획되었던 철도로, 1983년 이후 토지 매입과 시설 확보가 일부 실시되었으나 끝내 완공되지 못한 철도이다.

## 노선 정보
보도 내용을 기초로 작성.
- 노선 연장 : 48.3km
- 궤간 : 1435mm(표준궤)
- 배선 : 단선 전철
- 역 수 : 18개(개략)

## 역사
남부순환선 철도는 크게 1기 계획과 2기 계획으로 구분된다.
1기 계획은 1965년 발표에 따르면, 경인선 오류동역과 경원선 왕십리역간 53km를 연결하는 노선 계획으로, 서울시 도시발전을 목표로 계획한 것이었으나, 사실상 계획으로 종결되었다. 해당 노선계획은 도로 시설 등으로 전환된 것으로 보인다.
2기 계획은 1978년 경에 대두되었다. 발표에 따르면, 경부선 부곡역과 중앙선 도농역 간을 연결하는 노선으로, 한계에 달한 서울 시내역의 화물 하역능력을 분산하고, 화물차량에 의한 도심교통체증을 분산하기 위하여 서울특별시와 대한민국 철도청이 협의하여 전철로서 계획, 85년 완공으로 계획을 수립하였다. 1983년에는 18개역을 설치하기로 계획이 확정되어, 대공원역에서 과천선과, 수서역에서 서울 지하철 3호선과 접속하며 1985년 이후 건설하기로 하였다. 이후 수립된 계획이 실시되어 건설된 남부화물기지선 오봉역(당시 의왕역) 등에 여객 승강장이 건설되고, 의왕시 내손동, 송파구 문정동과 강동구 고덕동 일대에 철도 용지를 설정하여 토지 수용을 실시하는 등 실제 일부 추진단계에 도달하였다. 계획에 따르면 단선 전철로, 주로 화물 기능에 초점을 맞춘 것으로 보인다.
그러나, 계획은 더 이상 진전되지 못한 채로 1993년 경 대체노선 지정에 따라 폐기되었다. 풍문에 따르면, 군과의 협의에 실패하여 더 이상 추진할 수 없게 되었다고도 한다.

## 역 목록
1983년 당시 조선일보 보도에 의거함.
- 부곡 (경부선) - 고천 - 오전 - 모락 - 포일 - 문원 - 대공원 (과천선) - 구룡 - 양재 - 개포 - 수서 (서울 지하철 3호선) - 가락 - 오금 - 둔촌 - 천호 - 고덕 - 한강 - 가운 - 도농/이패 (중앙선)

## 같이 보기
- 남부화물기지선